# بريم تينسولانوندا
الجنرال بريم تينسولانوندا  (بالتايلندية:เปรม ติณสูลานนท์) من مواليد 26 أغسطس 1920م هو عسكري متقاعد وحاصل علي إجازة الهندسة وشغل منصب رئيس الوزراء خلال الفترة من 3 مارس 1980 إلي 4 أغسطس 1988. ومن ثم تم تعينه رئيسًا لمجلس الملك الخاص.

## روابط خارجية
- بريم تينسولانوندا على موقع الموسوعة البريطانية (الإنجليزية)
- بريم تينسولانوندا على موقع مونزينجر (الألمانية)